# Paolo Borsellino - I 57 giorni
Paolo Borsellino - I 57 giorni è un film TV italiano andato in onda il 22 maggio 2012 su Rai 1 in prima serata e in replica il 21 maggio 2014 sempre su Rai 1. 
Riproposto sempre in prima serata su Rai 1 per la celebrazione alla memoria dell'anniversario della morte di Borsellino il 19 luglio 2019 e il 19 luglio 2022.

## Trama
Il film tratta della storia dei 57 giorni che separano la morte di Giovanni Falcone da quella di Paolo Borsellino. La fiction ha inizio da una data: il 23 maggio 1992, giorno in cui Falcone è stato assassinato. Nello stesso giorno il giudice doveva incontrare a pranzo l'amico Paolo per festeggiare la sua nomina alla ”Superprocura". Da tal giorno Borsellino corre contro il tempo alla ricerca della verità, consapevole però che il suo destino è legato a quello dell'amico, morto tra le sue braccia dopo l'attentato subìto.

## Interpreti e personaggi
- Luca Zingaretti: Paolo Borsellino
- Lorenza Indovina: Agnese Piraino Leto
- Enrico Ianniello: Antonio Ingroia
- Davide Giordano: Manfredi Borsellino
- Aurora Quattrocchi: Maria Pia Lepanto, madre di Borsellino
- Andrea Tidona: Pietro Giammanco
- Antonio Gerardi: Gaspare Mutolo
- Marilù Pipitone: Lucia Borsellino
- Claudia Gaffuri: Fiammetta Borsellino
- Manuela Mandracchia: Liliana Ferraro

## Produzione
La fiction è prodotta da Leonecinematografica per Rai Fiction.

## Errori
Nel film compaiono alcuni veicoli non esistenti all'epoca, tra cui una Fiat Punto del 2003 ed un Fiat Ducato del 2006, nonostante il film sia ambientato nel 1992.

## Ascolti
| Puntata | Messa in onda  | Telespettatori | Share  |
| ------- | -------------- | -------------- | ------ |
| 1       | 22 maggio 2012 | 8.210.000      | 30,01% |

## Altre informazioni

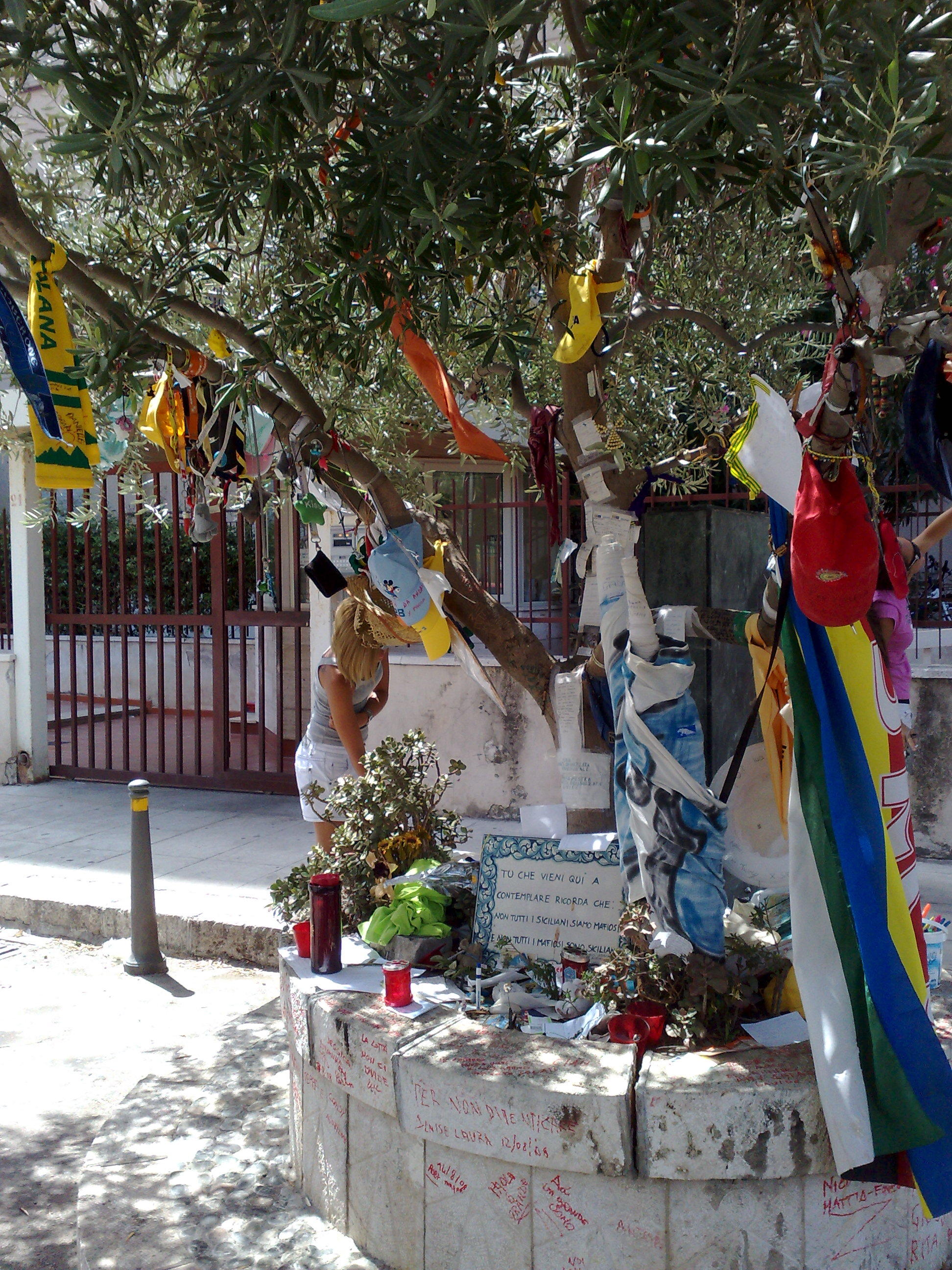
Via D'Amelio (Palermo): l'albero che ricorda il luogo dell'uccisione di Paolo Borsellino e della sua scorta

Il film è stato prodotto per il ventesimo anniversario della morte di Falcone e Borsellino e delle loro scorte.